# Moinho de Vento das Quintas
O Moinho de Vento das Quintas, igualmente conhecido como Moinho de Vento da Lage ou Moinho de Vento da Lagem, é um edifício histórico na freguesia de freguesia de São Luís, no Município de Odemira, na região do Alentejo, em Portugal.

## Descrição e história
O imóvel consiste num moinho de vento típico da região mediterrânica, de torre fixa e capelo giratório. Apresenta uma planta circular, e um volume de forma cónica. É uma das poucas estruturas de moagem ainda existentes na freguesia de São Luís, em conjunto com os moinhos da Agonia, Pereira e Toca do Mocho. Encontra-se nas imediações das povoações da Carrasqueira e de Vale Bejinha, num local isolado e de ambiência rural, numa área protegida no âmbito do Parque Natural do Sudoeste Alentejano e Costa Vicentina, e Rede Natura 2000. A Norte do moinho destaca-se igualmente o Monte das Quintas, que conta com uma capela.
O moinho foi construído em 1923, data que está gravada no piso junto à entrada. Em 2013 ainda estava funcional, tanto utilizando o vento como um motor auxiliar, e vendia farinha para várias padarias na região. Em 2009, tanto este moinho com o das Verdeigueiras abasteciam a padaria de Portimão, no Algarve, onde a farinha era misturada com outras industriais, produzindo a chamada farinha espoada.

## Leitura recomendada
- QUARESMA, António Martins (2009). Cerealicultura e farinação no Concelho de Odemira: Da Baixa Idade Média à época contemporânea. Odemira: Câmara Municipal de Odemira. 124 páginas. ISBN 978-989-8263-02-5